# 652
652(육백오십이)는 651보다 크고 653보다 작은 자연수다.

## 수학
- 합성수로, 그 약수는 1, 2, 4, 163, 326, 652이다. 진약수의 합은 496이므로, 652는 부족수다.
- 8번째 이십오각수다. 앞의 이십오각수는 490, 다음은 837이다.

## 과학
- NGC 652(독일어판, 프랑스어판): 물고기자리 방향에 있는 나선은하.

## 교통
- 유럽 고속도로 652호선: 오스트리아 클라겐푸르트에서 슬로베니아 나클로까지 이어지는 유럽 고속도로.

## 군사
- U-652(영어판, 독일어판): 제2차 세계 대전에 사용된 나치 독일의 군용 잠수함.

## 문화유산
- 대한민국의 보물 제652호: 이형상 수고본

## 기타
- 연도: 652년, 기원전 652년